# Poljane nad Blagovico
Poljane nad Blagovico este o localitate din comuna Lukovica, Slovenia, cu o populație de 9 locuitori.